# Agonum crenulatum
Agonum crenulatum är en skalbaggsart som beskrevs av Leconte 1854. Agonum crenulatum ingår i släktet Agonum och familjen jordlöpare. Inga underarter finns listade i Catalogue of Life.